# Radio (cântec de Alesha Dixon)
Radio este un cântec al interpretei britanice Alesha Dixon. Acesta a fost produs de Naughty Boy și inclus pe cel de-al treilea album de studio din cariera independentă a artistei, The Entertainer.

## Informații generale
În urma performanțelor modeste obținute de discul precedent al solistei („Drummer Boy”), a fost anunțată lansarea unei noi compoziții, „Radio”, a cărui premieră s-a materializat pe data de 21 octombrie 2010, prin intermediul contului oficial de Youtube al lui Dixon. Cântecul servește drept cel de-al doilea extras pe single de pe cel de-al treilea album de studio al artistei, The Entertainer, fiind produs de Naughty Boy (care a colaborat anterior cu interpreți precum Chipmunk, Wiley, N-Dubz sau Taio Cruz). Promovarea a fost anunțată pe data de 1 octombrie 2010 prin intermediul website-ului AleshaDixon.net, care a prezentat totodată și o scurtă porțiune a remixului „7th Heaven”, trimis cluburilor din Regatul Unit. Conform Digital Spy, „Radio” urmează să fie lansat pe data de 29 noiembrie 2010.

## Videoclip
Videoclipul a avut premiera în mediul online pe data de 27 octombrie 2010, când a fost postat pe o pagină adiacentă a MSN, pentru ca mai apoi să fie preluat și de AleshaDixon.net. Scurtmetrajul a fost regizat de Alex Herron și filmat în Los Angeles, California, Statele Unite ale Americii.

## Clasamente
| Țară (clasament)                  | Poziția maximă | Referință |
| --------------------------------- | -------------- | --------- |
| Cehia (IFPI)                      | 44             |           |
| Elveția (Media Control)           | 57             |           |
| Macedonia (Antenna 5)             | 23             |           |
| Regatul Unit (UK R&B Chart)       | 10             | [ 8 ]     |
| Regatul Unit (UK Singles Chart)   | 46             | [ 9 ]     |
| Rusia (Top Hit — Audience Choice) | 67             |           |
| Rusia (Top Hit — General)         | 194            |           |
| Slovacia (IFPI)                   | 86             |           |

## Versiuni existente
- „Radio” (versiune originală)
- „Radio” (remix „7th Heaven”)[4]

## Datele lansărilor
| Țara         | Data lansării      | Casă de discuri | Format           | Referințe |
| ------------ | ------------------ | --------------- | ---------------- | --------- |
| Regatul Unit | 21 octombrie, 2010 | Asylum Records  | premieră (audio) | [ 1 ]     |
| Regatul Unit | 27 octombrie, 2010 | Asylum Records  | premieră (video) | [ 7 ]     |
| Regatul Unit | 29 noiembrie, 2010 | Asylum Records  | disc single      | [ 5 ]     |